# Cztery pory rapu
Cztery pory rapu – pierwszy album studyjny polskiej grupy muzycznej Trzeci Wymiar. Wydawnictwo ukazało się 20 października 2003 roku nakładem wytwórni muzycznej Camey Studio. 8 listopada 2004 roku ponownie nakładem Camey Studio ukazała się dwupłytowa reedycja albumu. Płyta dotarła do 28. miejsca listy OLiS w Polsce. W 2024 roku płyta uzyskała status podwójnie platynowej płyty.
W połowie 2005 roku do sprzedaży trafił projekt Cztery pory rapu wydany na płycie winylowej, który zawierał utwory pt. „Dostosowany", „Bez rapu byłbym nikim” z gościnnym udziałem Waldemara Kasty oraz „Wiesz kto jest najszybszy w mieście ?” i „ To co łączy nas trzech", a także instrumentalne wersje piosenek „Dostosowany", „Bez rapu byłbym nikim", „Wiesz kto jest najszybszy w mieście ?", „Ponoć", „To co łączy nas trzech", „Więcej grzechów nie pamiętam", „Pozytywne podejście” oraz skity.
25 maja 2012 roku nakładem Step Records ukazało się wznowienie płyty.

## Lista utworów
Opracowano na podstawie materiału źródłowego.
1. „Trzeci Wymiar” (muz. Nullo; sł. Trzeci Wymiar) – 3:21
2. „Skamieniali” (muz. Camey; sł. Trzeci Wymiar, Teka) – 3:37
3. „Wiesz, kto jest najszybszy w mieście?” (muz. DJ Sph; sł. Trzeci Wymiar) – 4:08
4. „To, co łączy nas trzech” (muz. DJ Sph; sł. Trzeci Wymiar) – 3:37
5. „Skit – instrumental 1” (muz. DJ Sph) – 1:15
6. „Piętnastu MC's” (muz. Camey; sł. Trzeci Wymiar) – 3:15
7. „Tam, dokąd idę” (muz. Camey; sł. Szad, Nullo) – 3:25
8. „Dla mnie masz stajla” (muz. DJ Sph; sł. Trzeci wymiar) – 3:58
9. „Wiem, że każdy dzień...” (muz. Camey; sł. Trzeci Wymiar) – 3:29[A]
10. „Pozytywne podejście” (muz. DJ Sph; sł. Trzeci Wymiar, Smoli, Maryo, Optyk) – 4:36[B]
11. „Skit – instrumental 2” (muz. DJ Sph) – 1:17
12. „Dostosowany” (muz. DJ Sph; sł. Trzeci Wymiar) – 4:12
13. „Bez rapu byłbym nikim!” (muz. Nullo; sł. Trzeci Wymiar, Wall-E) – 4:35[C]
14. „Co 10 sekund” (muz. Camey; sł. Trzeci Wymiar) – 3:53
15. „Pogoda dla bogaczy” (muz. Nullo; sł. Trzeci Wymiar, Peja) – 4:31
16. „Licencja na zabijanie” (muz. Camey; sł. Trzeci Wymiar) – 3:27
17. „Skit – instrumental 3” (muz. DJ Sph) – 1:09
18. „Zapomnij o tym” (muz. DJ Sph, Szad; sł. Trzeci Wymiar) – 4:11
19. „Ponoć...” (muz. DJ Sph; sł. Trzeci Wymiar) – 3:50
20. „Więcej grzechów nie pamiętam” (muz. DJ Sph, Szad; sł. Szad, Nullo) – 3:30
21. „4 pory rapu” (muz. DJ Sph; sł. Trzeci Wymiar, Largo) – 3:57
22. „Piętnastu MC's (remix)” (muz. Camey) – 3:09

Notatki
- A^ W utworze wykorzystano sample z piosenki „I Go Crazy” w wykonaniu Paula Davisa[9].
- B^ W utworze wykorzystano sample z piosenki „Stop! Look, Listen (To Your Heart)” w wykonaniu Diany Ross i Marvina Gaye'a[9].
- C^ W utworze wykorzystano sample z piosenki „Tańcz! – Parlando” w wykonaniu Mirosława Czyżykiewicza[9].

| Bonus CD 2 |
| --- |
| 1. gienia i L.A. – „Dla mnie masz stajla (remix)” 2. Creon – „Dla mnie masz stajla (remix)” 3. Creon – „Zapomnij o tym (remix)” 4. Massey & Nullo – „Basketball” 5. „Dla mnie masz stajla” [teledysk] 6. „Piętnastu MC's” [teledysk] 7. „Skamieniali” [teledysk] 8. „Dostosowany” [teledysk] 9. Massey & Nullo – „Basketball” [teledysk] |

| Płyta gramofonowa |
| --- |
| Strona A 1. „Dostosowany” (produkcja: DJ SPH) – 4:11 2. „Bez rapu byłbym nikim” (gościnnie: Wall-E) (produkcja: Nullo) – 4:35 3. „Wiesz kto jest najszybszy w mieście ?” (produkcja: DJ SPH) – 4:08 4. „To co łączy nas trzech” (produkcja: DJ SPH) – 4:08 Strona B 1. „Dostosowany” (Instrumental) (produkcja: DJ SPH) – 1:07 2. „Bez rapu byłbym nikim” (Instrumental) (produkcja: Nullo 1:03 3. „Wiesz kto jest najszybszy w mieście ?” (Instrumental) (produkcja: DJ SPH DJ SPH 4:18 4. „Ponoć” (Instrumental) (produkcja: DJ SPH 1:10 5. „To co łączy nas trzech” (Instrumental) (produkcja: DJ SPH 0:52 6. „Więcej grzechów nie pamiętam” (Instrumental) (produkcja: DJ SPH, Szad 1:25 7. „Pozytywne podejście” (Instrumental) (produkcja: DJ SPH 1:13 8. „Skit 1” (produkcja: DJ SPH 1:16 9. „Skit 2” (produkcja: DJ SPH 1:07 10. „Gadki” (produkcja: Nullo, Pork, Szad 5:27 |